# پارک آسترید
پارک آسترید (فرانسوی: Parc Astrid‎، هلندی: Astridpark) یک پارک عمومی شهری در شهرداری آندرلشت در بروکسل، بلژیک می‌باشد. این پارک در ۱۳ اوت ۱۹۱۱ افتتاح شد و تا سال ۱۹۳۵، پارک دو میر/میر پارک (پارک مِیر) نامیده‌می‌شد؛ زمانی که شهردار اندرلشت تصمیم گرفت برای گرامیداشت یاد ملکه آسترید همسر اول لئوپولد سوم، که در تصادف رانندگی در همان سال کشته‌شد، نام آن را تغییر دهد.
از سال ۱۹۱۷، باشگاه فوتبال اندرلشت بازی‌های خانگی خود را در ورزشگاه لوتو پارک که در پارک آسترید قرار دارد، انجام می‌دهد. از این رو، گاهی اوقات این ورزشگاه به‌طور کنایه «آسترید پارک» نامیده‌می‌شود.
این پارک توسط ایستگاه‌های مترو Saint Guidon / Sint Guido و Veeweyde / Veeweide در خط ۵ متروی بروکسل ارائه می‌شود.

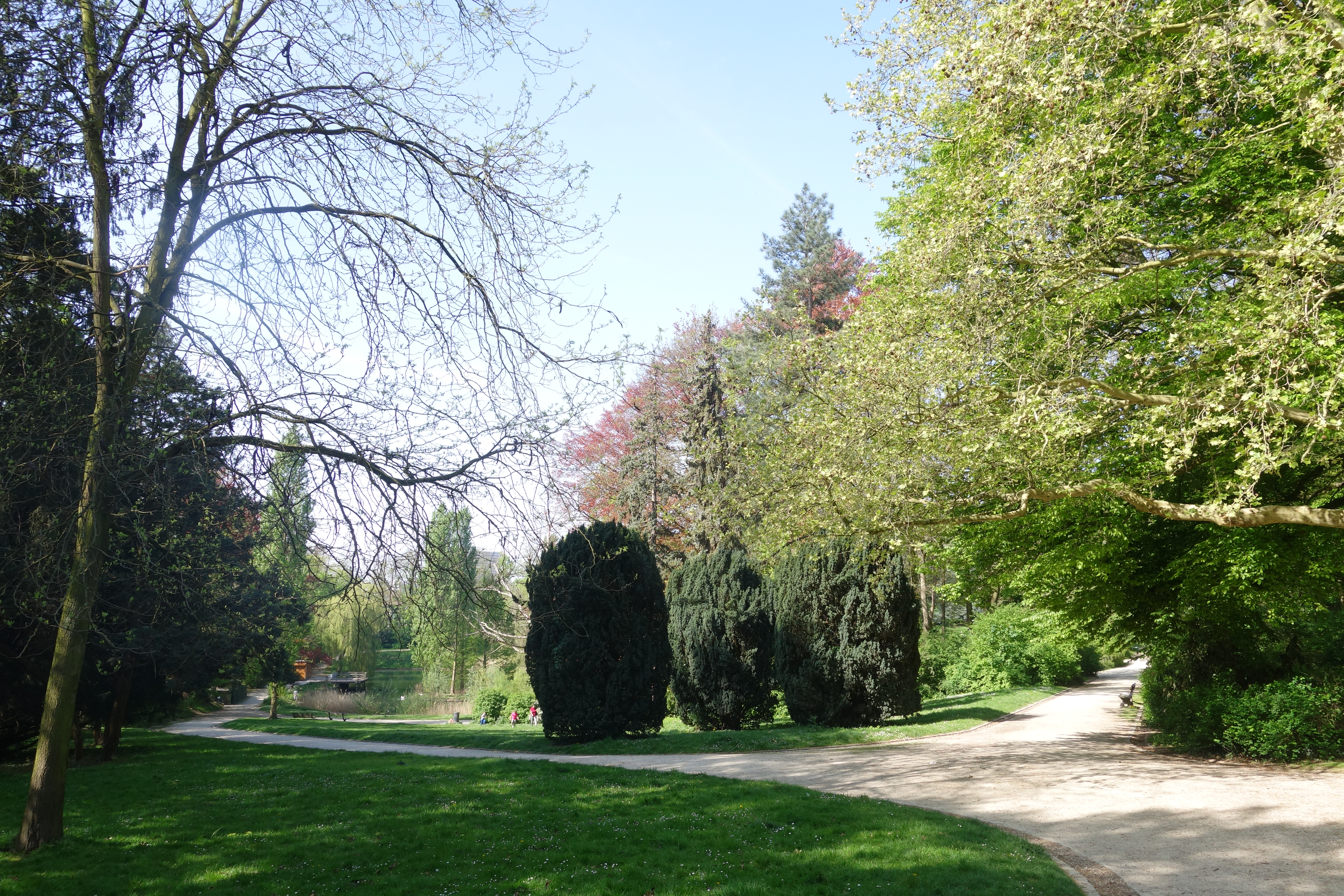
نمای به سمت برکه
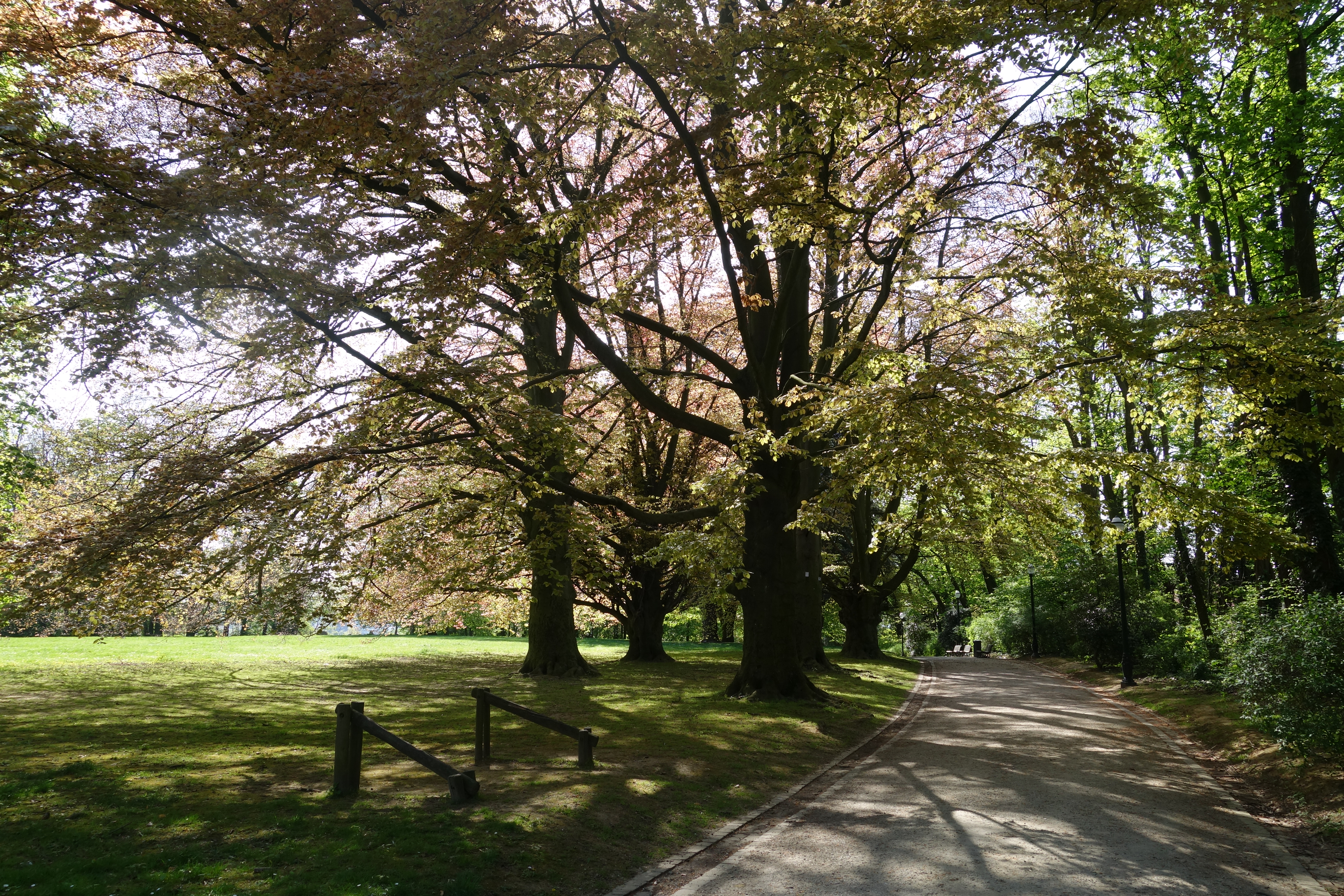
قسمت بالایی
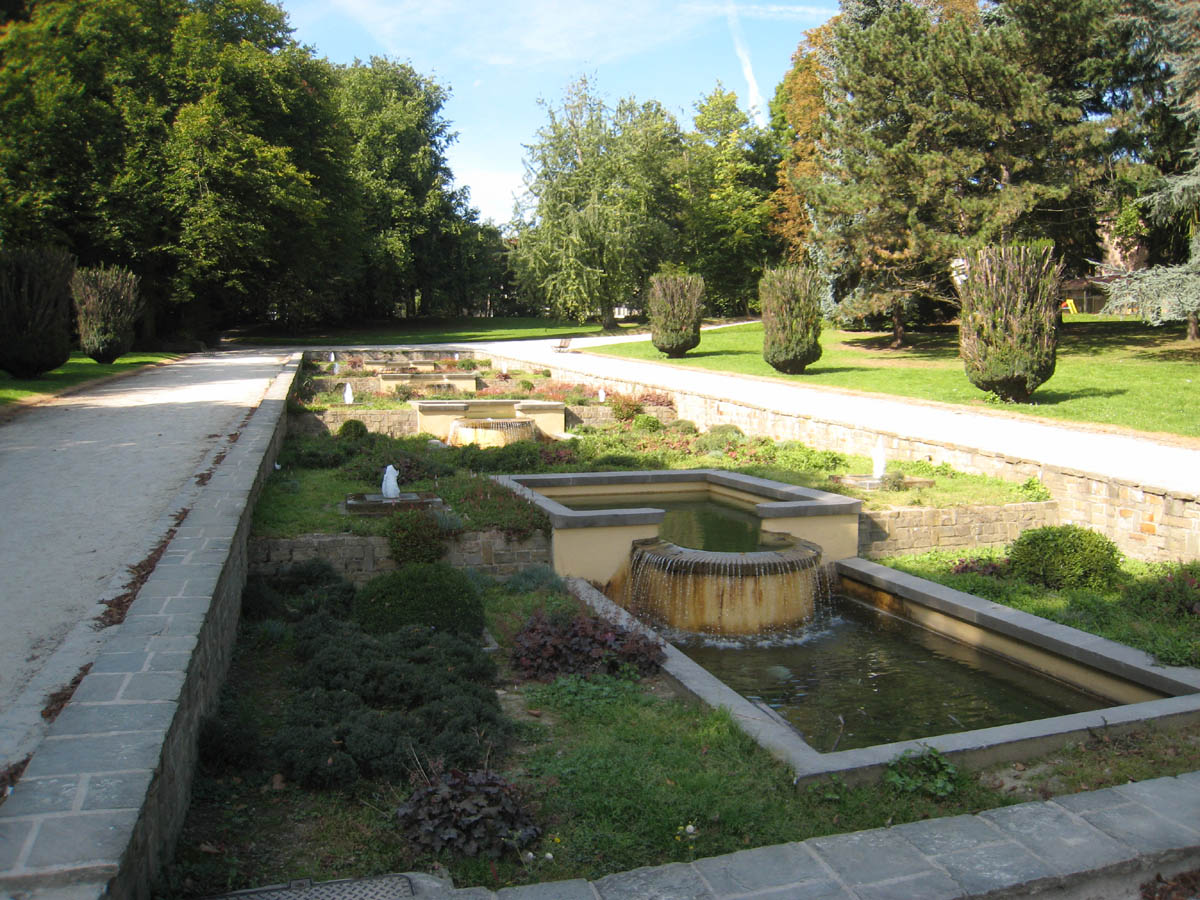
مسیر آب
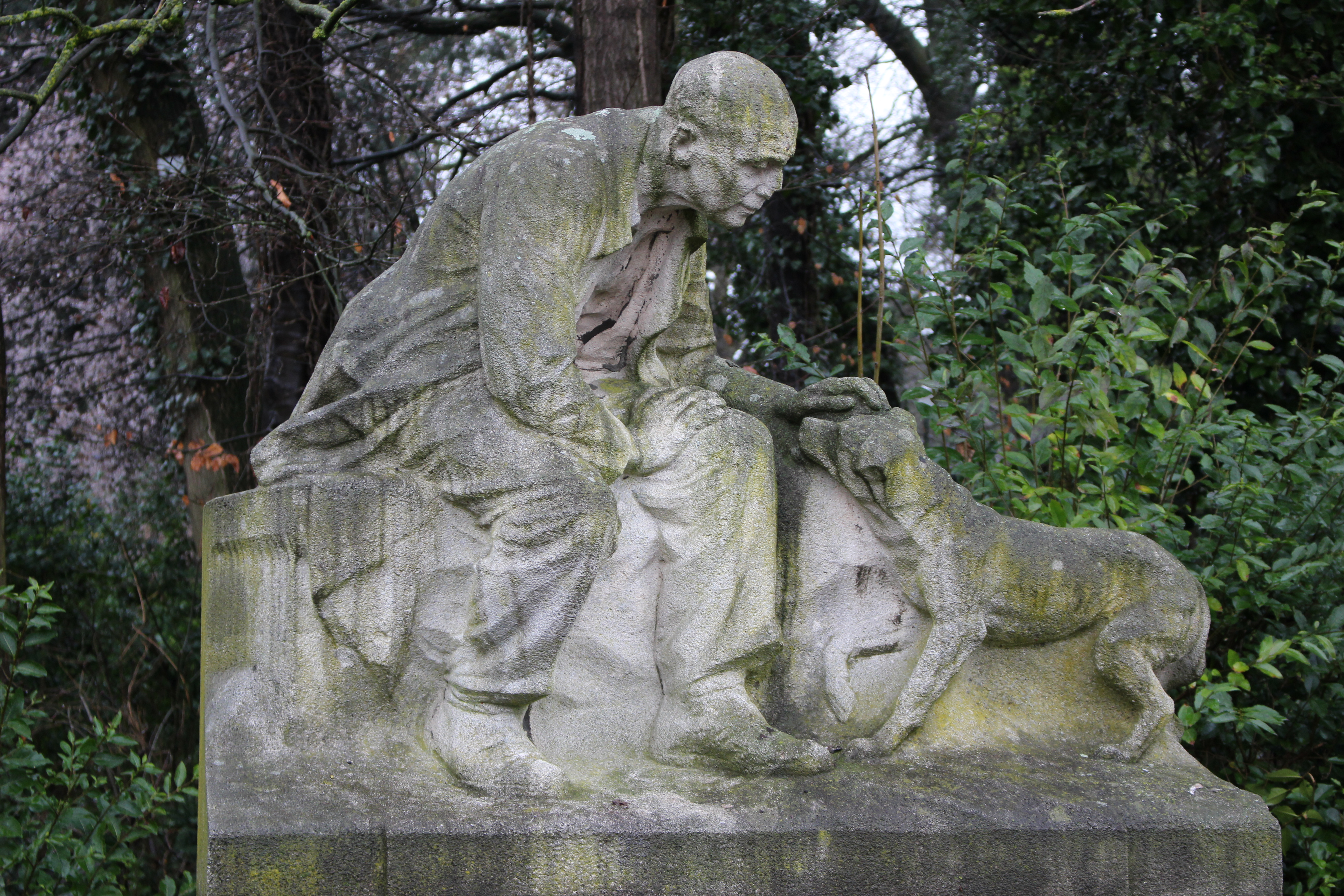
مجسمه ژول رول